# Vasos Orfanidīs
Vasos Orfanidīs (in greco Βάσος Ορφανίδης?; ...) è un ex calciatore cipriota.

## Carriera
Ha giocato la sua unica partita con la nazionale cipriota nel 1963.